# Oddný Harðardóttir
Oddný Harðardóttir (née le 9 avril 1957 à Reykjavik) est une femme politique islandaise, membre de l'Alliance sociale-démocrate.
Elle est ministre des Finances puis ministre des Finances et des Affaires économiques de 2011 à 2012, au sein du deuxième gouvernement de Jóhanna Sigurðardóttir. 
Élue présidente de l'Alliance sociale-démocrate le 4 juin 2016, elle démissionne de son poste le 31 octobre 2016 après les élections législatives du 29 octobre où l'Alliance a obtenu le score le plus bas de son histoire (5,7 % des voix soit 3 députés sur 63).